# بدل الحدوتة تلاتة (مسلسل)
بدل الحدوتة تلاتة مسلسل تلفزيوني مصري كوميدي عرض في رمضان 1440هـ/2019م.

## قصة المسلسل
تدور الأحداث حول ثلاث قصص، كل قصة يتم تناولها في 10 حلقات، عن موضوع وشخصية

## الحدوتة الأولى (بيلا)
- بطل الحدوتة : محمد سلام في دور راشد
- تدور الحدوتة حول «بيلا» وهي فتاة نصابة تعمل مع بيومي فؤاد وتمتلك قدرة هائلة في التخطيط لتسهيل التقارب بين عميلها ومن يحب.
- تصطدم عادة بآراء محمد سلام الباحث في العلاقات وتنتصر هي في النهاية.

### التمثيل
- دنيا سمير غانم : بيلا
- محمد اسلام : راشد
- بيومي فؤاد : علوي
- شيماء سيف : فراوله
- محمد أوتاكا : البوهي
- دلال عبدالعزيز : الوالدة
- سمير غانم : الوالد
- عمرو وهبة : رُمان
- محمد حسني : رياض
- إسماعيل فرغلي : وحيد

### الضيوف
| رقم الحلقة | ضيف الحلقة                          | الشخصية             | المهنة              |
| ---------- | ----------------------------------- | ------------------- | ------------------- |
| 1          | أحمد أمين                           | عبد الحليم (بومبا)  | مهرج                |
| 2          | فتحي عبدالوهاب                      |                     | رجل أعمال           |
| 3          | هشام جمال                           | شخصيته الحقيقية     | مطرب                |
| 4          | محمد شاهين سمير غانم دلال عبدالعزيز | هاني والدها والدتها |                     |
| 5          | أحمد سلطان يسرا اللوزي صلاح عبدالله | شريف ــ خالها       | مترجم أفلام ــ نصاب |
| 6          | حمزة العيلي                         | د. هادي             | دكتور نفسي          |
| 7          | محمد ثروت إنعام سالوسة              | اللبودي والدته      | سمكري ــ            |
| 8          | أيتن عامر                           | جيجي / أخت بيلا     | نصابة               |
| 9          | محمود البزاوي                       |                     |                     |
| 10         | ــ                                  | ــ                  | ــ                  |

## الحدوتة الثانية (لهفة)
- تروى شخصية (لهفة) وهي فتاة تعشق الشهرة وتتمنى أن تكون مشهورة
- بطل الحدوتة الممثل محمد سلام

- بداية العرض : 11 رمضان
- عدد الحلقات: 11

### تمثيل
- دنيا سمير غانم : لهفة
- أحمد رزق : مظهر
- شيماء سيف : أنيسة
- محمد أوتاكا : عباس
- سمير غانم : الحلواني
- عمرو وهبة : يحيى
- سارة عبد الرحمن : علياء
- الحدوته التالتة
- تحكي عن فتاة (لولى) هاجرت هي واهلها في أواخر التسعينات إلى (مزرعة البطاطس) خوفا من نهاية العالم التي ظنوا انها ستكون في بداية القرن الواحد والعشرين

- بطل الحدوتة الثالثة : هشام ماجد

- دنيا سمير غانم :لولى
- هشام ماجد : جمال سويسرا (جيمي)
- أوتاكا : سيد موستا
- عمرو وهبة : عبد الرحمن
- سماح أنور :عمة لولى (فضة)
- سلوى محمد على : ميس إحسان
- لبنى محمود : دادة امتنان
- علاء زينهم : كلينتون
- سمير غانم : الجد
- محمد ثروت : المعلم كموني

## وصلات خارجية
- بدل الحدوتة تلاتة على موقع IMDb (الإنجليزية)
- بدل الحدوتة تلاتة على موقع قاعدة بيانات الأفلام العربية
- بدل الحدوتة تلاتة على موقع قاعدة بيانات الفيلم (الإنجليزية)